# Vuksanlekići
Vuksanlekići (en serbe cyrillique: Вуксанлекићи; en albanais : Vuksanlekaj) est un village de l'est du Monténégro, dans la municipalité de Podgorica.

## Démographie

### Évolution historique de la population[1]
| 1948 | 1953 | 1961 | 1971 | 1981 | 1991 | 2003 |
| ---- | ---- | ---- | ---- | ---- | ---- | ---- |
| 240  | 266  | 343  | 427  | 539  | 302  | 280  |